# میکه
میکه (به مجاری:  Mike) یک منطقهٔ مسکونی در مجارستان است که در ناحیه کاپوشوار واقع شده‌است. میکه ۳۲٫۴۱ کیلومتر مربع مساحت و ۵۸۹ نفر جمعیت دارد.